# سنت-ادویج-دو-کلیفتون، کبک
سنت-ادویج-دو-کلیفتون (به فرانسوی: Sainte-Edwidge-de-Clifton) بخشی در منطقه شهری کوتیکوک ناحیه استری در استان کبک کانادا است. در سرشماری سال ۲۰۱۱ این بخش ۵۱۱ نفر جمعیت داشته‌است و مساحت آن ۹۹٫۳۵ کیلومتر مربع است.